# NGC 5988
NGC 5988 is een spiraalvormig sterrenstelsel in het sterrenbeeld Slang. Het hemelobject werd op 17 april 1887 ontdekt door de Amerikaanse astronoom Lewis A. Swift.

## Synoniemen
- UGC 9998
- MCG 2-40-12
- ZWG 78.58
- PGC 55921